# Adenomus kandianus
Az Adenomus kandianus a kétéltűek (Amphibia) osztályába, a békák (Anura) rendjébe és a varangyfélék (Bufonidae) családjába tartozó faj.

## Rendszerezés
Régebben a Bufo nembe sorolták Bufo kandianus néven.

## Előfordulása
Csak Srí Lanka szigetén volt honos. A mai ismeretek szerint kihaltnak tekinthető. Kandy nevű város környékén írták le 1872-ben és a városról kapta a nevét. Azóta nem látták. Kihalásának oka nem ismert, de feltehető, hogy a környéken az emberek terjeszkedése okozta.